# Драфт НБА 1977 года
Драфт НБА 1977 года состоялся 10 июня 1977 года в Нью-Йорке и стал 31-м ежегодным драфтом Национальной баскетбольной ассоциации. В этом драфте, который прошёл перед началом сезона 1977/1978, 22 команды НБА по очереди выбирали баскетболистов-любителей из колледжей США и других подходящих игроков, включая игроков из других стран. Первые два выбора драфта принадлежали командам, финишировавшим последними в каждой конференции в предыдущем сезоне, порядок выбора определялся подбрасыванием монеты. «Милуоки Бакс» выиграл жеребьёвку и получил право первого выбора, «Канзас-Сити Кингз», выменявший выбор в первом раунде драфта у «Нью-Йорк Нетс», получил право второго выбора. Остальные драфт-пики первого и последующих раундов были определены командам в обратном порядке их показателям побед-поражений в предыдущем сезоне. Игроки, окончившие четыре курса колледжа, автоматически получали право выставить свою кандидатуру на драфт. Студенты не окончившие колледж, могли выставить свою кандидатуру на драфт, но играть за команду, выбравшую их, имели право только после окончания учёбы. Перед этим драфтом шесть студентов не окончивших колледж были объявлены подходящими для выбора на драфте в соответствии с правилом "нужды" (hardship rule). Эти игроки подали заявку и привели доказательства финансовых трудностей, что дало им право начать зарабатывать на жизнь, начав свою профессиональную карьеру раньше. Четыре бывшие франшизы Американской баскетбольной ассоциации (АБА) («Денвер Наггетс», «Индиана Пэйсерс», «Нью-Йорк Нетс» и «Сан-Антонио Спёрс»), которые присоединились к НБА после слияния лиг, впервые приняли участие в драфте НБА. Перед началом сезона «Нетс» переехали в Нью-Джерси и стали называться «Нью-Джерси Нетс». [4] Драфт состоял из 8 раундов, в которых отобрали 170 игроков.
Кент Бенсон из Университета Индианы был выбран под первым номером «Милуоки Бакс». Уолтер Дэвис из Университета Северной Каролины, выбранный пятым «Финикс Санз», в своём первом сезоне НБА выиграл премию "Новичок года", а также был выбран в Сборную всех звёзд (в итоге, шесть раз за карьеру) и на Матч всех звёзд (два раза). Трое других игроков этого драфта, Отис Бёрдсонг (2-й номер драфта), Маркес Джонсон (3-й) и Бернард Кинг (7-й), также выбирались в Сборную всех звёзд и на Матч всех звёзд, в течение своей карьеры. Джек Сикма, выбранный под восьмым номером, выиграл чемпионат НБА с «Сиэтл Суперсоникс» в 1979 году и был выбран для участия в семи Матчах всех звёзд подряд. Рики Грин (16-й), Норм Никсон (22-й) и Эдди Джонсон (49-й) - остальные игроки этого драфта, которые выбирались для участия в Матче всех звёзд в течение своей карьеры. Два игроки этого драфта продолжили тренерскую карьеру в НБА: 33-й выбор драфта Эдди Джордан и 53-й Джон Кустер. Джордан тренировал три команды в течение девяти сезонов, в том числе пять сезонов «Вашингтон Уизардс».
В седьмом раунде «Нью-Орлеан Джаз» выбрал под 137-м номером Люсию Харрис, звезду женской баскетбольной команды Университета Дельта Стэйт. Она стала второй женщиной, когда-либо задрафтованной командой НБА, после Дениз Лонг, выбранной «Сан-Франциско Уорриорз» на драфте 1969 года. Однако лига аннулировала выбор «Уорриорз», таким образом, Харрис стала первой и единственной женщиной, которая когда-либо была официально выбрана клубом НБА на драфте. Харрис не проявила интереса к игре в НБА и отказалась попробовать свои силы в «Джаз». Позже выяснилось, что она была беременна в то время, из-за чего не могла посещать тренировочный лагерь «Джаз», даже если бы хотела. Она никогда не играла в НБА, но позже недолго играла в Женской профессиональной баскетбольной лиге (WBL). В 1992 году Харрис была введена в Зал славы баскетбола, став в нём первой женщиной. Ёе также выбрали в члены Зала славы женского баскетбола в год его открытия в 1999 году.
Также в седьмом раунде «Канзас-Сити Кингз» выбрали легкоатлета Брюса Дженнера (позже Кейтлин) под 139-м номером. Дженнер только что выиграл золотую медаль в десятиборье на Олимпийских играх 1976 года, но фактически не играл в баскетбол со школы. Дженнеру подарили майку «Кингз» с номером 8618 (его номер на Олимпиаде), но он так и не провёл не одной игры в НБА. Ближе всего Дженнер подошёл к баскетбольной карьере несколько лет спустя в фильме «Музыку не остановить», в котором он бросал мяч в кольцо со своими коллегами по фильму группой «Village People».

## Драфт

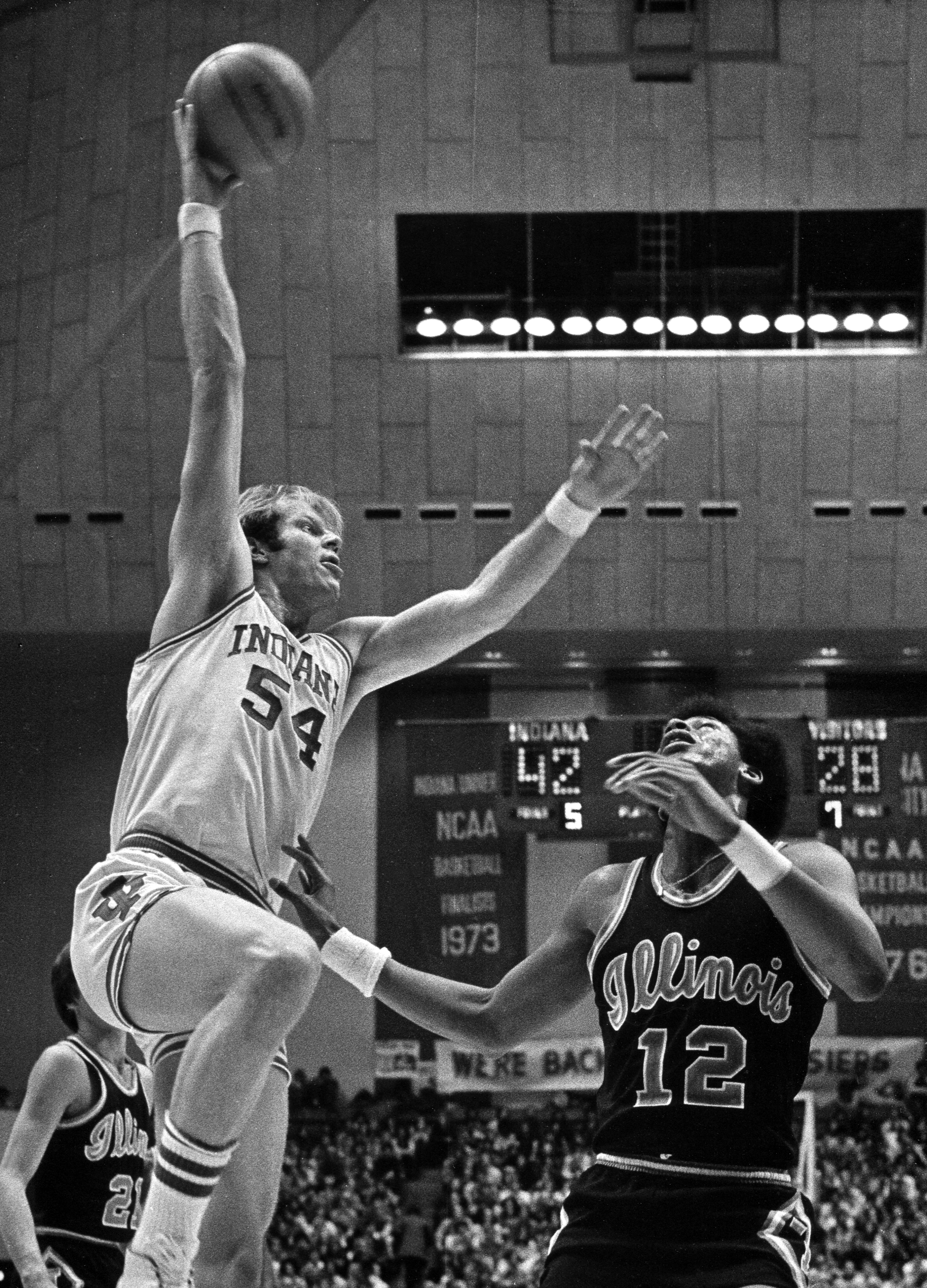
Кент Бенсон — 1-й номер драфта.

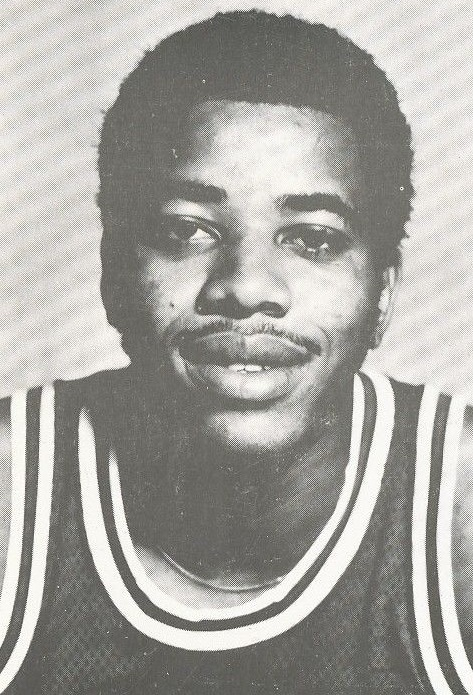
Отис Бёрдсонг — 2-й номер драфта.

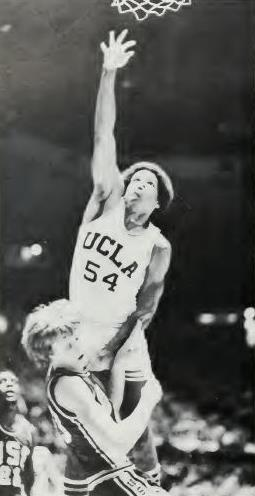
Маркес Джонсон — 3-й номер драфта.

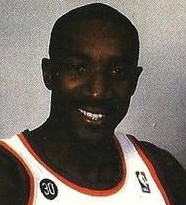
Уолтер Дэвис — 5-й номер драфта.

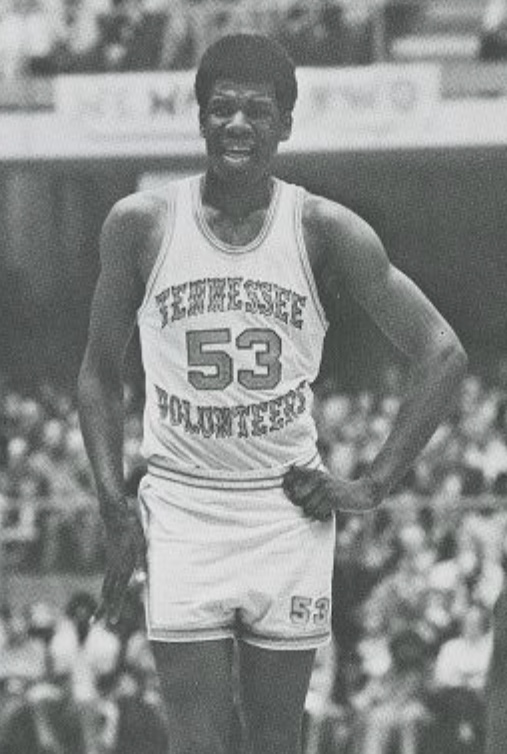
Бернард Кинг — 7-й номер драфта.

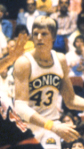
Джек Сикма — 8-й номер драфта.

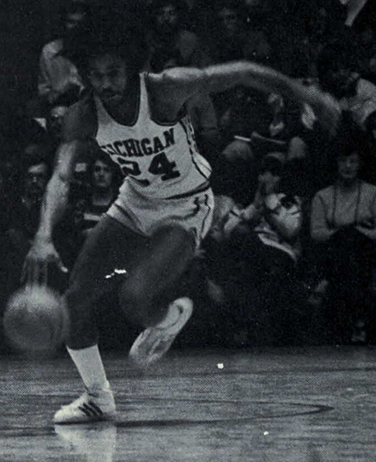
Рики Грин — 16-й номер драфта.

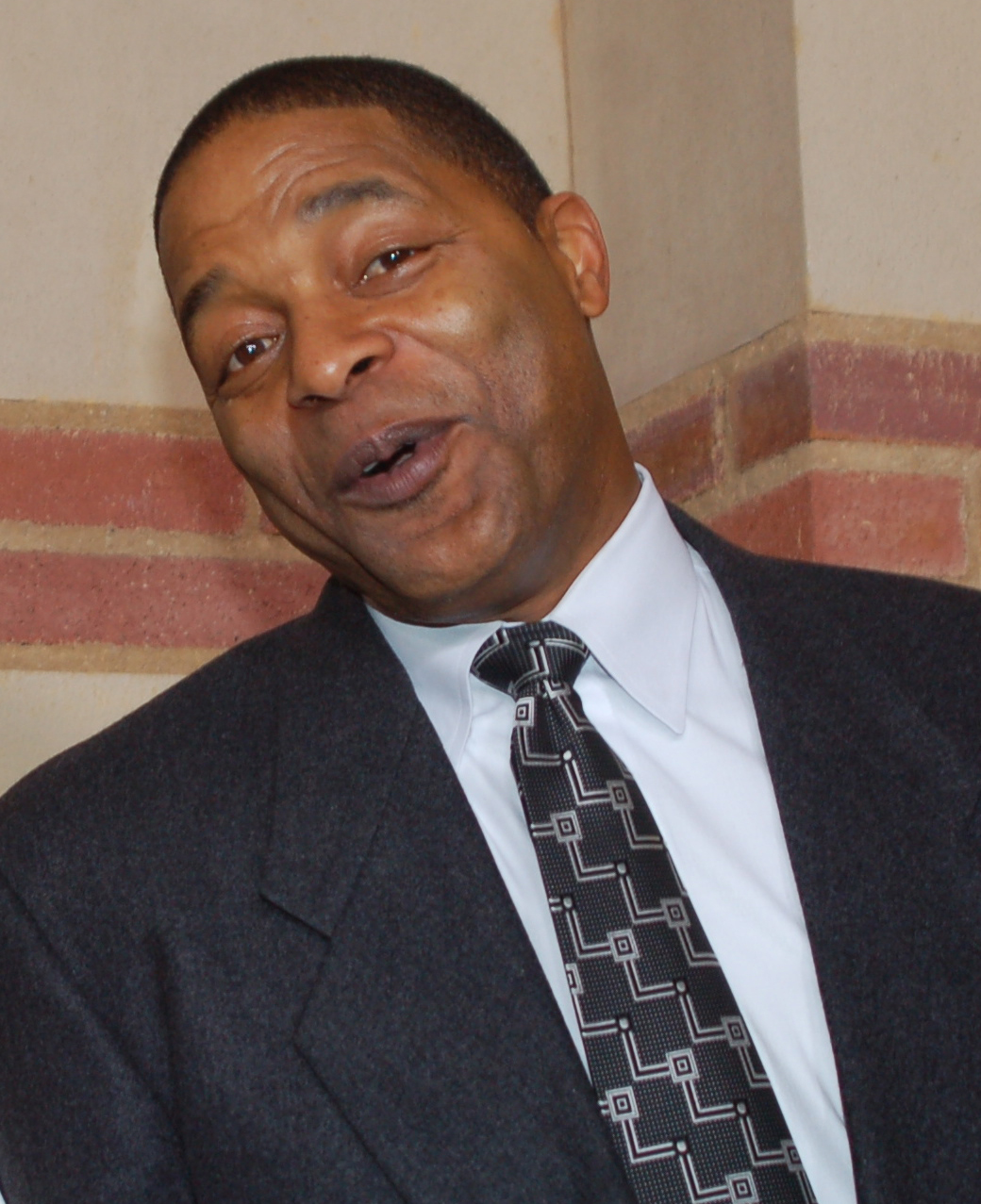
Норм Никсон — 22-й номер драфта.

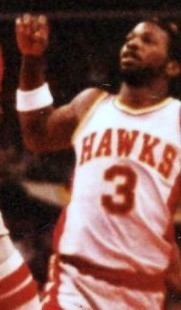
Эдди Джонсон — 49-й номер драфта.

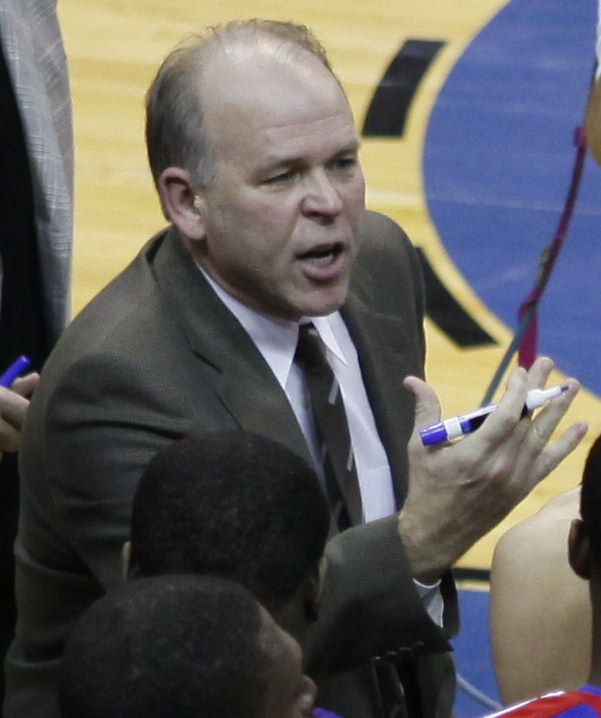
Джон Кустер — 53-й номер драфта.

| З | Защитник | Ф | Форвард | Ц | Центровой |

|  | Игроки, выбранные в Зал славы баскетбола                   |
|  | Участники Матча всех звёзд и игроки сборной всех звёзд НБА |
|  | Участники Матча всех звёзд                                 |
|  | Игроки сборной всех звёзд                                  |
|  | Баскетболисты, не игравшие в НБА                           |

| Раунд | № драфта | Игрок             | Позиция | Национальность | Команда НБА                                         | Университет/Колледж            |
| ----- | -------- | ----------------- | ------- | -------------- | --------------------------------------------------- | ------------------------------ |
| 1     | 1        | Кент Бенсон       | Ц       | США            | Милуоки Бакс                                        | Индиана (4-й курс)             |
| 1     | 2        | Отис Бёрдсонг     | З       | США            | Канзас-Сити Кингз (из Нетс)                         | Хьюстон (4-й курс)             |
| 1     | 3        | Маркес Джонсон    | З/Ф     | США            | Милуоки Бакс (из Баффало)                           | УКЛА (4-й курс)                |
| 1     | 4        | Грег Баллард      | Ф       | США            | Вашингтон Буллетс (из Атланты)                      | Орегон (4-й курс)              |
| 1     | 5        | Уолтер Дэвис      | З/Ф     | США            | Финикс Санз                                         | Сев. Каролина (4-й курс)       |
| 1     | 6        | Кенни Карр        | Ф       | США            | Лос-Анджелес Лейкерс (из Нью-Орлеана)               | Сев. Каролина Стэйт (3-й курс) |
| 1     | 7        | Бернард Кинг      | Ф       | США            | Нью-Йорк Нетс (из Индианы)                          | Теннесси (3-й курс)            |
| 1     | 8        | Джек Сикма        | Ф/Ц     | США            | Сиэтл Суперсоникс                                   | Иллинойс Уэслиан (4-й курс)    |
| 1     | 9        | Том ЛаГард        | Ф/Ц     | США            | Денвер Наггетс (из Канзас-Сити)                     | Сев. Каролина (4-й курс)       |
| 1     | 10       | Рэй Уильямс       | З       | США            | Нью-Йорк Никс                                       | Миннесота (4-й курс)           |
| 1     | 11       | Эрни Грюнфельд    | З/Ф     | США            | Милуоки Бакс (из Кливленда)                         | Теннесси (4-й курс)            |
| 1     | 12       | Седрик Максвелл   | Ф       | США            | Бостон Селтикс                                      | УСК (Шарлотт) (4-й курс)       |
| 1     | 13       | Тейт Армстронг    | З       | США            | Чикаго Буллз                                        | Дьюк (4-й курс)                |
| 1     | 14       | Три Роллинз       | Ц       | США            | Атланта Хокс (из Детройта через Вашингтон)          | Клемсон (4-й курс)             |
| 1     | 15       | Брэд Дэвис        | З       | США            | Лос-Анджелес Лейкерс (из Сан-Антонио)               | Мэриленд (3-й курс)            |
| 1     | 16       | Рики Грин         | З       | США            | Голден Стэйт Уорриорз                               | Мичиган (4-й курс)             |
| 1     | 17       | Бо Эллис          | Ф       | США            | Вашингтон Буллетс                                   | Маркетт (4-й курс)             |
| 1     | 18       | Уэсли Кокс        | Ф       | США            | Голден Стэйт Уорриорз (из Хьюстона через Баффало)   | Луисвилл (4-й курс)            |
| 1     | 19       | Рич Лорел         | З       | США            | Портленд Трэйл Блэйзерс                             | Хофстра (4-й курс)             |
| 1     | 20       | Гленн Мосли       | Ф       | США            | Филадельфия-76                                      | Сетон-Холл (4-й курс)          |
| 1     | 21       | Энтони Робертс    | З/Ф     | США            | Денвер Наггетс                                      | Орал Робертс (4-й курс)        |
| 1     | 22       | Норм Никсон       | З       | США            | Лос-Анджелес Лейкерс                                | Дюкейн (4-й курс)              |
| 2     | 23       | Майк Гленн        | З       | США            | Чикаго Буллз (из Нетс)                              | Юж. Иллинойс (4-й курс)        |
| 2     | 24       | Ларри Джонсон     | З       | США            | Баффало Брейвз                                      | Кентукки (4-й курс)            |
| 2     | 25       | Уилсон Вашингтон  | Ф/Ц     | США            | Филадельфия-76 (из Милуоки)                         | Олд Доминион (4-й курс)        |
| 2     | 26       | Гленн Гондрезик   | З/Ф     | США            | Нью-Йорк Никс (из Атланты)                          | УНЛВ (4-й курс)                |
| 2     | 27       | Гленн Уильямс     | З       | США            | Милуоки Бакс (из Финикса через Баффало)             | Сент-Джонс (4-й курс)          |
| 2     | 28       | Ким Андерсон      | Ф       | США            | Портленд Трэйл Блэйзерс (из Нью-Орлеана)            | Миссури (4-й курс)             |
| 2     | 29       | Алонсо Брэдли     | Ф       | США            | Индиана Пэйсерс                                     | Юж. Техас (4-й курс)           |
| 2     | 30       | Стив Шеппард      | Ф       | США            | Чикаго Буллз (из Сиэтла через Денвер и Канзас-Сити) | Мэриленд (4-й курс)            |
| 2     | 31       | Эдди Оуэнс        | Ф       | США            | Канзас-Сити Кингз                                   | УНЛВ (4-й курс)                |
| 2     | 32       | Тоби Найт         | Ф       | США            | Нью-Йорк Никс                                       | Нотр-Дам (4-й курс)            |
| 2     | 33       | Эдди Джордан      | З       | США            | Кливленд Кавальерс                                  | Ратгерс (4-й курс)             |
| 2     | 34       | Ларри Моффетт     | Ф       | США            | Хьюстон Рокетс (из Бостона)                         | УНЛВ (4-й курс)                |
| 2     | 35       | Марк Ландсбергер  | Ф/Ц     | США            | Чикаго Буллз                                        | Аризона Стэйт (4-й курс)       |
| 2     | 36       | Бен Покетт        | Ф/Ц     | США            | Детройт Пистонс                                     | Центр. Мичиган (4-й курс)      |
| 2     | 37       | Джефф Уилкинс     | Ф/Ц     | США            | Сан-Антонио Спёрс                                   | Иллинойс Стэйт (4-й курс)      |
| 2     | 38       | Рикки Лав         | Ф       | США            | Голден Стэйт Уорриорз                               | Алабама-Хантсвилл (4-й курс)   |
| 2     | 39       | Фил Уокер         | З       | США            | Вашингтон Буллетс                                   | Миллерсвилл (4-й курс)         |
| 2     | 40       | Роберт Рид        | З/Ф     | США            | Хьюстон Рокетс                                      | Сент-Мэрис (Техас) (4-й курс)  |
| 2     | 41       | Ти-Ар Данн        | З/Ф     | США            | Портленд Трэйл Блэйзерс                             | Алабама (4-й курс)             |
| 2     | 42       | Боб Эллиот        | Ф/Ц     | США            | Филадельфия-76                                      | Аризона (4-й курс)             |
| 2     | 43       | Херм Харрис       | Ф       | США            | Филадельфия-76 (из Денвера)                         | Аризона (4-й курс)             |
| 2     | 44       | Эсси Холлис       | Ф       | США            | Нью-Орлеан Джаз (из Лос-Анджелеса)                  | Сент-Бонавентура (4-й курс)    |
| 3     | 46       | Джеймс Эдвардс    | Ф/Ц     | США            | Лос-Анджелес Лейкерс (из Баффало)                   | Вашингтон (4-й курс)           |
| 3     | 48       | Сэм Смит          | З       | США            | Атланта Хокс                                        | УНЛВ (4-й курс)                |
| 3     | 49       | Эдди Джонсон      | З       | США            | Атланта Хокс (из Финикса)                           | Оберн (4-й курс)               |
| 3     | 52       | Джо Хэссет        | З       | США            | Сиэтл Суперсоникс                                   | Провиденс (4-й курс)           |
| 3     | 53       | Джон Кустер       | З       | США            | Канзас-Сити Кингз                                   | Сев. Каролина (4-й курс)       |
| 3     | 65       | Роберт Смит       | З       | США            | Денвер Наггетс                                      | УНЛВ (4-й курс)                |
| 3     | 66       | Майк Брац         | З       | США            | Финикс Санз (из Лос-Анджелеса)                      | Стэнфорд (4-й курс)            |
| 4     | 76       | Стив Хейз         | Ц       | США            | Нью-Йорк Никс                                       | Айдахо Стэйт (4-й курс)        |
| 6     | 115      | Билли МакКинни    | З       | США            | Финикс Санз                                         | Северо-Западный (4-й курс)     |
| 7     | 136      | Элвин Скотт       | З/Ф     | США            | Финикс Санз                                         | Орал Робертс (4-й курс)        |
| 7     | 137      | Люсия Харрис      | Ц       | США            | Нью-Орлеан Джаз                                     | Дельта Стэйт (4-й курс)        |
| 7     | 151      | Ларс Хансен       | Ц       | Дания · Канада | Лос-Анджелес Лейкерс                                | Вашингтон (4-й курс)           |
| 8     | 152      | Ральф Дроллинджер | Ц       | США            | Нью-Йорк Нетс                                       | УКЛА (4-й курс)                |

## Сделки с участием драфт-пиков
1. ↑  10 сентября 1976 года «Канзас-Сити Кингз» приобрёл у «Нью-Йорк Нетс» Джима Икинса, Брайана Тейлора, выборы первого раунда 1977 и 1978 годов в обмен на Нейта Арчибальда[23]. «Кингз» использовали драфт-пик, чтобы выбрать Отиса Бёрдсонга.
2. 1 2 3  В день драфта «Чикаго Буллз» вновь приобрёл свой выбор в первом раунде у «Баффало Брейвз», в то время как «Брейвз» повторно получили свой выбор во втором раунде у Буллз»[24]. Ранее, 7 июня 1977 года «Брейвз» приобрёл Свена Нэйтера и драфт-пик «Буллз» у «Милуоки Бакс» в обмен на выбор «Брейвз» в первом раунде[25]. Ранее, 2 ноября 1976 года, «Бакс» приобрёл драфт-пик «Буллз» у «Брейвз» в обмен на Джима Прайса[26]. Ранее, 27 ноября 1975 года, «Брейвз» приобрёл драфт-пик «Буллз» в обмен на Джека Марина[27]. Ранее, 4 сентября 1974 года, «Буллз» приобрёл Мэтта Гукаса, драфт-пик и выбор во втором раунде у «Брейвз» в обмен на Боба Уайсса[28]. «Бакс» использовали драфт-пик «Брейвз», чтобы выбрать в первом раунде Маркеса Джонсона.
3. 1 2  20 января 1977 года «Вашингтон Буллетс» приобрёл у «Атланта Хокс» Тома Хендерсона и выбор в первом раунде в обмен на Трака Робинсона и выбор в первом раунде[29]. Ранее, 28 августа 1975 года, «Буллетс» приобрёл у «Детройт Пистонс» Дэйва Бинга и драфт-пик в обмен на Кевина Портера[30]. «Буллетс» использовал драфт-пик, чтобы выбрать Грега Балларда. «Хокс» использовал драфт-пик, чтобы выбрать Три Роллинза.
4. 1 2  5 августа 1976 года «Лос-Анджелес Лейкерс» приобрёл у «Нью-Орлеан Джаз» выборы в первом раунде 1977, 1978 и 1979 годов, и во втором раунде 1980 года в обмен на выборы в первом раунде 1978 года и во втором 1977 года. Эта сделка была организована в качестве компенсации, за то что 19 июля 1976 года «Джаз» подписал контракт с Гейлом Гудричем[31]. «Лейкерс» использовал драфт-пик, чтобы выбрать Кенни Карра. «Джаз» использовал драфт-пик, чтобы выбрать Эсси Холлиса.
5. ↑  1 февраля 1977 года «Нью-Йорк Нетс» приобрёл у «Индиана Пэйсерс» Дарнелла Хиллмана и выбор в первом раунде в обмен на Джона Уильямсона[32]. «Нетс» использовал драфт-пик, чтобы выбрать Бернарда Кинга.
6. 1 2  25 мая 1977 года «Денвер Наггетс» приобрёл у «Канзас-Сити Кингз» Брайана Тейлора и 9-й драфт-пик в обмен на Томми Бёрлсона и выбор во втором раунде. Ранее, 24 мая 1977 года, «Наггетс» приобрёл у «Сиэтл Суперсоникс» Томми Бёрлсона, Боба Уилкерсона и выбор второго раунда в обмен на Пола Сайласа, Марвина Уэбстера и Уилли Уайза[33]. Ранее, 8 декабря 1975 года, «Чикаго Буллз» приобрёл у «Кингз» выборы во втором и третьем раундах 1976 года в обмен на Мэтта Гукаса[28]. «Наггетс» использовал драфт-пик, чтобы выбрать Тома ЛаГарда. «Буллз» использовал драфт-пик, чтобы выбрать Стива Шеппарда.
7. ↑  13 января 1977 года «Милуоки Бакс» приобрёл у «Кливленд Кавальерс» Роуленда Гарретта и выборы первого раунда 1977 и 1978 годов в обмен на Элмора Смита и Гэри Брокоу[35]. «Бакс» использовал драфт-пик, чтобы выбрать Эрни Грюнфельда.
8. ↑  16 ноября 1976 года «Лос-Анджелес Лейкерс» приобрёл у «Сан-Антонио Спёрс» выбор в первом раунде в обмен на Мака Кэлвина[36]. «Лейкерс» использовал драфт-пик, чтобы выбрать Брэда Дэвиса.
9. ↑  18 января 1977 года «Голден Стэйт Уорриорз» приобрёл у «Баффало Брейвз» выбор в первом раунде в обмен на Джорджа Джонсона[37]. Ранее, 24 октября 1976 года, «Брейвз» приобрёл драфт-пик и выбор в первом раунде 1978 года у «Хьюстон Рокетс» в обмен на Мозеса Мэлоуна[38]. «Уорриорз» использовал драфт-пик, чтобы выбрать Уэсли Кокса.
10. ↑  30 ноября 1976 года «Чикаго Буллз» приобрёл у «Нью-Йорк Нетс» выбор второго раунда в обмен на Боба Лава[39]. «Буллз» использовал драфт-пик, чтобы выбрать Майка Гленна.
11. ↑  8 декабря 1976 года «Филадельфия-76» приобрела у «Милуоки Бакс» выборы второго раунда 1977 и 1978 годов в обмен на Фреда Картера[40]. «76-е» использовали драфт-пик, чтобы выбрать Уилсона Вашингтона.
12. ↑  1 октября 1976 года «Нью-Йорк Никс» приобрёл у «Атланта Хокс» выбор во втором раунде в обмен на Рэнди Дентона[41]. «Никс» использовал драфт-пик, чтобы выбрать Глена Гондрезика.
13. ↑  5 августа 1976 года «Милуоки Бакс» приобрёл у «Баффало Брейвз» выбор во втором раунде в обмен на седьмой выбор на драфте АБА[42]. Ранее, 25 августа 1976 года, «Брейвз» приобрёл у «Финикс Санз» драфт-пик в обмен на Тома ван Эрсдэйла[43]. «Бакс» использовал драфт-пик, чтобы выбрать Гленна Уильямса.
14. ↑  3 июня 1976 года «Портленд Трэйл Блэйзерс» приобрёл у «Нью-Орлеан Джаз» выбор во втором раунде 1977 года в обмен на выбор во втором раунде 1976 года[44]. «Трэйл Блэйзерс» использовал драфт-пик, чтобы выбрать Кима Андерсона.
15. ↑  9 июня 1977 года «Хьюстон Рокетс» приобрёл у «Бостон Селтикс» выборы второго раунда 1977 и 1978 годов в обмен на Джона Джонсона[45]. «Рокетс» использовал драфт-пик, чтобы выбрать Ларри Моффета.
16. ↑  5 августа 1976 года «Филадельфия-76» приобрела у «Денвер Наггетс» выбор второго раунда в обмен на Роланда Тейлора[46]. «76-е» использовали драфт-пик, чтобы выбрать Хермана Харриса.
17. ↑  5 августа 1976 года «Лос-Анджелес Лейкерс» приобрёл у «Баффало Брейвз» выбор в третьем раунде в обмен на Джонни Нейманна[47]. «Лейкерс» использовал драфт-пик, чтобы выбрать Джеймса Эдвардса.
18. ↑  8 октября 1973 года «Атланта Хокс» приобрела у «Финикс Санз» выборы во втором раунде 1976 года и в третьем 1977 года в обмен на Боба Кристиана[48]. «Хокс» использовала драфт-пик, чтобы выбрать Эдди Джонсона.
19. ↑  27 ноября 1974 года «Финикс Санз» приобрёл у «Лос-Анджелес Лейкерс» выборы во втором раунде 1976 года и в третьем 1977 года в обмен на Корки Калхуна[49]. «Санз» использовал драфт-пик, чтобы выбрать Майка Браца.

## Комментарии
1. ↑  Дженнер сменил имя из-за смены пола в 2015 году[21].
2. ↑  Указывается сборная, за которую выступает игрок или его национальность. Если игрок не выступал на международном уровне, то указывается сборная, которую игрок имеет право представлять в соответствии с правилами ФИБА.
3. ↑  Эрни Грюнфельд родился в Румынии, но вырос в Соединённых Штатах и выступал за сборную США[34].
4. ↑  Шарлотт не отказывалась от спортивной идентичности с УСК (Университет Северной Каролины) до 1990-х годов.
5. ↑  Ларс Хансен родился в Дании, но вырос в Канаде и выступал за сборную Канады[50].